# Podpakule
Podpakule – kolonia w Polsce położona w województwie lubelskim, w powiecie chełmskim, w gminie Sawin.
Leży przy drodze wojewódzkiej nr 812.
W latach 1975–1998 miejscowość administracyjnie należała do województwa chełmskiego. 
Kolonia stanowi sołectwo gminy Sawin Według Narodowego Spisu Powszechnego (III 2011 r.) liczyła 69 mieszkańców i była dwudziestą co do wielkości miejscowością gminy Sawin. 
Wierni Kościoła rzymskokatolickiego należą do parafii Matki Bożej Wspomożenia Wiernych w Bukowej Wielkiej.